# Ceraphron crassiusculus
Ceraphron crassiusculus är en stekelart som beskrevs av Paul Dessart 1975. Ceraphron crassiusculus ingår i släktet Ceraphron och familjen pysslingsteklar. Inga underarter finns listade i Catalogue of Life.